# Aufidus trifasciatus
Aufidus trifasciatus är en insektsart som beskrevs av Carl Stål 1863. Aufidus trifasciatus ingår i släktet Aufidus och familjen spottstritar. Inga underarter finns listade i Catalogue of Life.